# John Güttke
John Olov Güttke (ur. 30 marca 1931 w Eda, zm. 18 grudnia 2007 w Gunnarskog) – szwedzki biathlonista. W 1964 roku wystartował na igrzyskach olimpijskich w Innsbrucku, gdzie był dziewiąty w biegu indywidualnym. Brał też udział w mistrzostwach świata w Elverum w 1965 roku, gdzie zajął 17. miejsce w biegu indywidualnym i szóste w drużynie. Nigdy nie wystąpił w zawodach Pucharu Świata.

## Osiągnięcia

### Igrzyska olimpijskie
| Rok  | Miejscowość | Konkurencje | Konkurencje | Konkurencje | Konkurencje | Konkurencje | Konkurencje | Konkurencje |
| Rok  | Miejscowość | IN          | SP          | PU          | MS          | RL          | MR          | SR          |
| ---- | ----------- | ----------- | ----------- | ----------- | ----------- | ----------- | ----------- | ----------- |
| 1964 | Innsbruck   | 9.          | nd.         | nd.         | nd.         | nd.         | nd.         | –           |

### Mistrzostwa świata
| Rok  | Miejscowość | Konkurencje | Konkurencje | Konkurencje | Konkurencje | Konkurencje | Konkurencje | Konkurencje |
| Rok  | Miejscowość | IN          | SP          | PU          | MS          | RL          | MR          | SR          |
| ---- | ----------- | ----------- | ----------- | ----------- | ----------- | ----------- | ----------- | ----------- |
| 1965 | Elverum     | 17.         | nd.         | nd.         | nd.         | 6.          | nd.         | –           |